# Ізоніазид
Ізоніазид (тубазид) — лікарський засіб, протитуберкульозний препарат (ПТП), гідразид ізонікотинової кислоти (ГІНК). Показаний для лікування туберкульозу всіх форм локалізації. Становить небезпеку для собак, оскільки вони мають дуже високу чутливість до препарату завдяки генетичному дефекту.

## Історія
Сполуку вперше синтезовано на початку XX століття, перший лікарський препарат на його основі, знаний як «тубазид», створений у 1926-му р. Качугіним А. Т., широке клінічне застосування препаратів ГІНК почалося з 1952 р. Ізоніазид — найефективніший з них для лікування активного туберкульозу, його активність порівняно нижче відносно атипових мікобактерій.
На даний час ізоніазид входить до класифікації Міжнародного союзу з боротьби з туберкульозом і, поряд з рифампіцином, належить до препаратів першого ряду (тобто найбільш ефективних). Застосовується у складі комбінованих схем лікування, разом зі стрептоміцином, рифампіцином, піразинамідом і етамбутолом.

## Отримання
Отримують шляхом гідролізу 4-ціанопіридину до аміду ізонікотинової кислоти — попередника гідразиду ізонікотинової кислоти (ізоніазиду):

## Фармакологічні властивості
Механізм дії ізоніазиду пов'язаний з пригніченням синтезу міколевої кислоти в клітинній стінці Mycobacterium tuberculosis (МБТ). Діє бактерицидно на МБТ у стадії розмноження та бактеріостатично МБТ у стані спокою. Володіє високою ефективністю, але при монотерапії до нього швидко розвивається стійкість.
Препарат добре всмоктується в шлунково-кишковому тракті, терапевтичні концентрації у крові досягаються через 1-2 години після прийому. Метаболізується в печінці системою цитохрому P-450.
Володіє гепатотоксичністю, може викликати ізоніазид-асоційований гепатит (інколи).

## Побічна дія
При застосуванні ізоніазиду та інших препаратів цього ряду (фтивазид, метазид тощо) можуть спостерігатися головний біль, запаморочення, нудота, блювота , больові відчуття в області серця, шкірні алергічні реакції. Можливі ейфорія (безпричинний піднесений настрій), погіршення сну, в рідкісних випадках — розвиток психозу, а також поява периферійного невриту (запалення периферичних нервів) з виникненням атрофії м'язів (зменшення маси м'язів з ослабленням їх функції в результаті порушення живлення м'язової тканини) і паралічу кінцівок. Зрідка спостерігається медикаментозний гепатит (запалення печінки, викликане прийомом ізоніазиду). Дуже рідко при лікуванні ізоніазидом у чоловіків відзначаються гінекомастія (збільшення молочних залоз), у жінок — менорагії (дисфункціональні маткові кровотечі). У хворих на епілепсію можуть частішати напади. Зазвичай, побічні явища проходять при зменшенні дози або тимчасовій перерві у прийомі препарату. Для зменшення побічних явищ, окрім піридоксину і глутамінової кислоти, рекомендуються розчини тіаміну — внутрішньом'язово 1 мл 5% розчину тіаміну хлориду або 1 мл 6% розчину тіаміну броміду (при парестезіях — почутті оніміння в кінцівках), атрифос.

## Протипоказання
Епілепсія і схильність до судомних нападів; раніше перенесений поліомієліт (інфекційне захворювання головного та спинного мозку), порушення функцій печінки і нирок, виражений атеросклероз. Не слід приймати ізоніазид в дозі понад 10 мг/кг при вагітності, легенево-серцевій недостатності III стадії, гіпертонічній хворобі II–III стадії, ішемічній хворобі серця, поширеному атеросклерозі, захворюваннях нервової системи, бронхіальній астмі, псоріазі, екземі у фазі загострення, мікседемі (різкому пригніченні функції щитоподібної залози). Протипоказано внутрішньовенне введення ізоніазиду при флебітах (запаленні вен).

## Використання у ветеринарії
У поєднанні з етамбутолом ізоніазид може бути використаний при лікуванні шкірних форм туберкульозу у котів і собак.
Ізоніазид використовувався для лікування актиномікозу великої рогатої худоби, однак для лікування м'ясо-молочної худоби вживання препарату не дозволено. Препарат не ефективний для лікування хронічного гранулематозного ентериту великої рогатої худоби.

## Токсичність для тварин
Собаки особливо чутливі до препарату (LD50 = 50 мг/кг живої ваги); вони не в змозі ефективно метаболізувати ізоніазид (через малу активність N-ацетилтрансферази). Утворення комплексу ізоніазид-піридоксин призводить до недостатності піридоксину, зниження біосинтезу ГАМК і, в результаті, до пригнічення роботи мозку та, як наслідок, судом. Ізоніазид включений Американським товариством із запобігання жорстокості до тварин до списку десяти найбільш небезпечних для домашніх тварин людських ліків через його особливу токсичність для собак. Найбільш часті випадки отруєння пов'язані з випадковим прийомом однієї таблетки препарату. Відомі випадки застосування препарату з метою контролю чисельності  бродячих псів — наприклад, у Донецьку і області. Також препарат використовують догхантери для боротьби з бродячими собаками, застосовуючи його з поєднанні з протиблювотним засобом метоклопрамідом.
Реєструються також випадки отруєння кішок.
Гризуни ж відносно стійкі до токсичної дії ізоніазиду.
Рекомендоване лікування тварин при отруєнні — комбіноване введення піридоксину внутрішньовенно в дозі, еквівалентній дозі прийнятого ізоніазиду, і прийом протисудомних препаратів, наприклад, діазепаму в дозі 1 мг/кг маси тварини. Дія діазепаму ґрунтується на посиленні ГАМК-трансмісії в ЦНС, що дозволяє уникнути подальших судом та смерті.